# Reebok
La Reebok International Limited è una compagnia industriale statunitense specializzata nella produzione di scarpe ed articoli sportivi. Appartenente al gruppo statunitense Authentic Brands Group, fu fondata nel 1895 con il nome di Mercury Sports e assunse il nome attuale nel 1958.
Reebok deriva dalla dizione afrikaans-olandese di rhebok, una specie di antilope africana. I fondatori della società, Joe e Jeff Foster, trovarono il nome "Reebok" in un dizionario vinto ad una gara da Joe Foster quand'era ragazzo: il dizionario era in un'edizione sudafricana, da cui deriva la pronuncia del nome.
Dal 2006 al 2021, l'azienda è stata di proprietà del "colosso" tedesco dell'abbigliamento sportivo Adidas, che l'ha ceduta ad Authentic Brands Group nel 2021, per una cifra attorno ai due miliardi di euro.

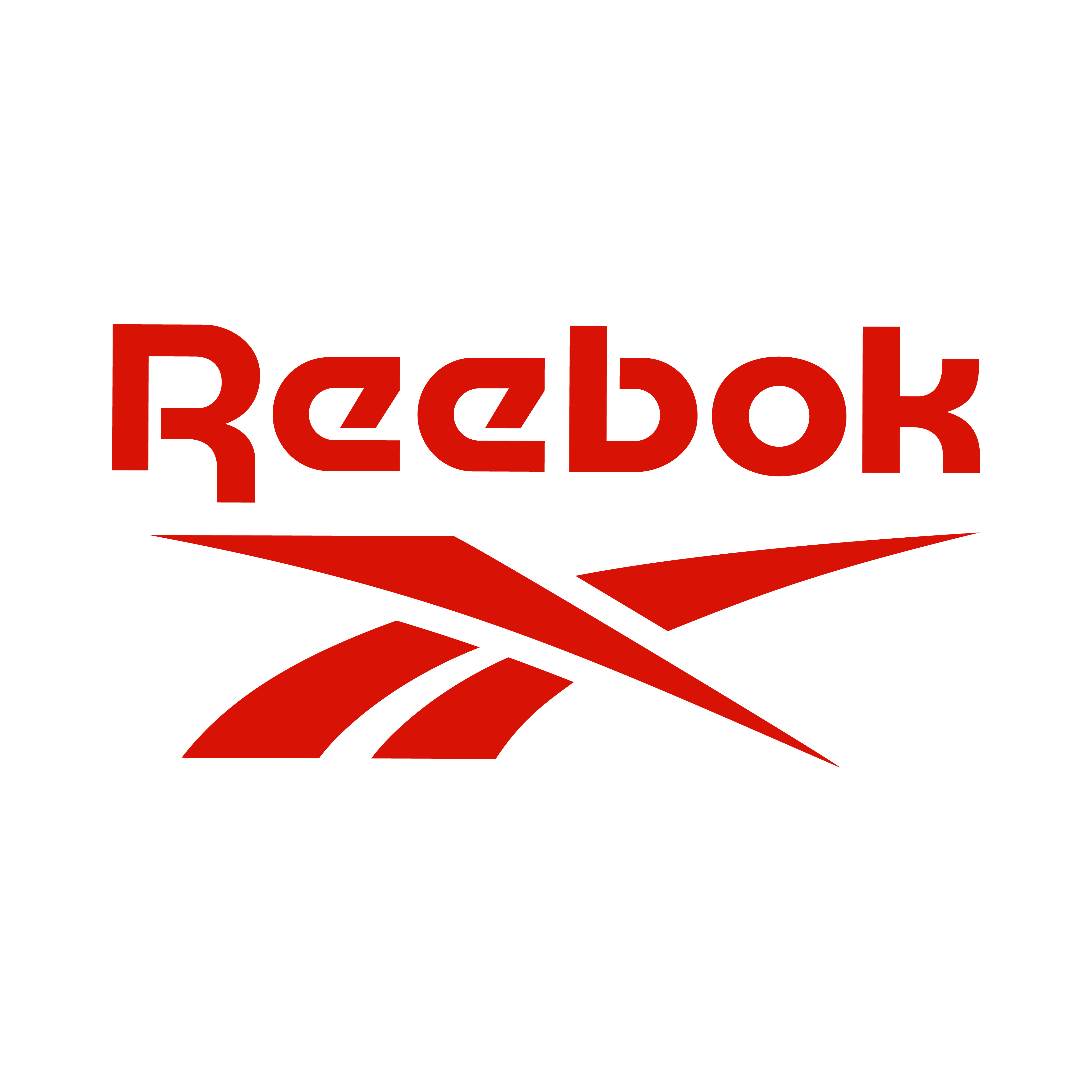
Logo alternativo RBK

## Storia
Joseph William Foster, all’età di 14 anni, iniziò a lavorare nella sua camera da letto sopra il negozio di dolci del padre a Bolton, in Inghilterra, specializzandosi nel disegno e nella progettazione di scarpe da corsa con tacchetti. La sua bravura e le sue idee progredirono molto velocemente, e per questa ragione decise di fondare la sua attività mettendosi in proprio chiamandola JW Foster.